# Quinto Pompeyo
Quinto Pompeyo (en latín, Quintus Pompeius A. f. L. n.) fue un político y militar romano.

## Orígenes
Hijo de Aulo Pompeyo, era de extracción humilde, pero no sabemos nada de su cursus honorum, ni de los medios por los cuales llegó por primera vez al consulado.
Se destacó seguramente como orador puesto que Cicerón le menciona en una de sus obras:

Quinto Pompeyo fue por entonces orador no despreciable, y por su propio mérito, no por la nobleza de sus mayores, llegó a las más altas dignidades.

Apiano menciona que un tal Quinto Pompeyo Aulo (aparentemente el objeto de este artículo, que por entonces sería pretor o propretor), recibió el mando de Hispania Ulterior tras la ida de Quinto Fabio Máximo Emiliano, enfrentándose así al líder lusitano Viriato. La crónica, sin embargo, salta entonces a otro general romano llamado Quincio, el cual tuvo una campaña tan desastrosa contra Viriato que optó por invernar en Córduba, la capital de Hispania Ulterior, cuando aún no era invierno. Existe la teoría de que Apiano o sus fuentes confundieron el praenomen Quinto y el nomen Quincio, de tal modo que ambos generales no serían sino una misma persona, aunque se desconoce exactamente quién.

## Consulado
En 141 a. C. alcanzó el consulado, con Cneo Servilio Cepión como colega. 
Ganó su elección en oposición a la candidatura de Lelio, que tenía el apoyo de Escipión. Escipión Emiliano, que había estado en términos amistosos con Pompeyo, después de esto renunció a toda relación con este último.
Pompeyo durante su consulado fue enviado a Hispania Citerior con orden de reemplazar a Metelo Macedónico, mientras Fabio Máximo Serviliano era gobernador de Hispania Ulterior, para aplastar la rebelión de los numantinos. 
Ese mismo año ordenó a los soldados establecerse en las inmediaciones de la capital numantina. En un principio los numantinos, conscientes de su inferioridad, rechazaron librar un combate abierto con los romanos y se limitaron a acosar sus líneas.

## Procónsul en Hispania
Viendo el escaso éxito que estaba teniendo el asedio ordenó sitiar Tiermes, pero acabó siendo rechazado nuevamente. Entonces el procónsul decidió atacar Manlia - que acabó abriendo las puertas a los romanos después de que sus habitantes acabaran en una noche con todos los numantinos que custodiaban la ciudad - y de nuevo Tiermes, que esta vez cayó en sus manos. Eliminadas estas dos ciudades, y derrotado en Sedetania el caudillo Tangino, Pompeyo centró su atención en volver a sitiar la capital numantina.
Esta vez decidió cortar los suministros de los rebeldes bloqueando el Duero pero tuvo que desistir ya que los sediciosos salieron de la ciudad y atacaron a los romanos haciéndoles retroceder. El procónsul mandó entonces que sus hombres permanecieran en el campamento pero el clima invernal causó una elevada mortandad. Para evitar un desastre mayor acabó levantando el sitio y repartiendo a sus hombres entre las ciudades aliadas.
En 139 a. C. el Senado envió a Marco Popilio Lenas a sustituirle, pero mientras el cónsul estaba de camino, Quinto concluyó un tratado secreto con los numantinos que resultaba muy desfavorable a los intereses romanos. Cuando Lenas tuvo noticias de las acciones de su predecesor - que declaró no haber establecido acuerdos con los rebeldes - le denunció ante los senadores, que invalidaron el tratado y reanudaron los combates.

## Censura
A su regreso a Roma, Pompeyo escapó de todo tipo de castigo en relación con su conducta en el tratado, pero, sin embargo, poco después, fue acusado de extorsión en su provincia, cargo del cual finalmente fue absuelto, a pesar de que personas muy eminentes como Q. Metelo Macedónico o L. Metelo Calvo  habían dado testimonio en su contra.
No sabemos mucho más acerca de la vida de Pompeyo, a excepción de que obtuvo la censura con Metelo Macedónico (131 a. C.); la primera vez que dos plebeyos ocupaban el puesto.